# Urdhva mukha svanasana

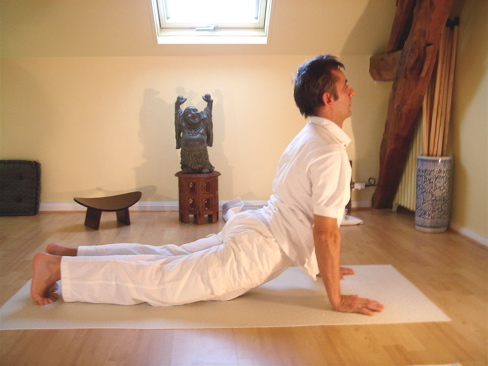
Omhoogkijkende Hond (Urdhva Mukha Svanasana)

Urdhva Mukha Svanasana (Sanskriet voor omhoog-kijkende-hondhouding) is een veelvoorkomende houding of asana.
| Sanskriet | vertaling                   |
| urdhva    | omhoog                      |
| mukha     | gezicht                     |
| svana     | hond                        |
| asana     | houding (letterlijk: 'zit') |

## Beschrijving
De Omhoogkijkende Hond begint vooroverliggend op de vloer. De benen worden gestrekt, de armen gebogen, en de handen naast de taille op de vloer gezet, zodat de voorarmen loodrecht ten opzichte van de vloer staan. Tijdens de inademing wordt met de onderkant van de handen stevig tegen de vloer gedrukt, waardoor het lichaam de neiging heeft naar voren te gaan. De spanning wordt enkele in- en uitademingen vastgehouden. Deze houding wordt soms ook enkele minuten vastgehouden.